# 9GAG
9GAG ist eine englischsprachige Online-Plattform, auf der Bilder, GIF-Animationen und Videos von Nutzern geteilt, kommentiert und bewertet werden. Bei einem Großteil der Postings handelt es sich um humoristische Inhalte wie Internet-Memes oder Rage Comics. Teilweise wird 9GAG aufgrund fehlender Quellenangaben bei den Beiträgen kritisiert.
Die beiden Seiten 9GAG.com und 9GAG.tv gehören zur 9GAG, Inc. mit Unternehmenssitz in Hongkong.

## Inhalt

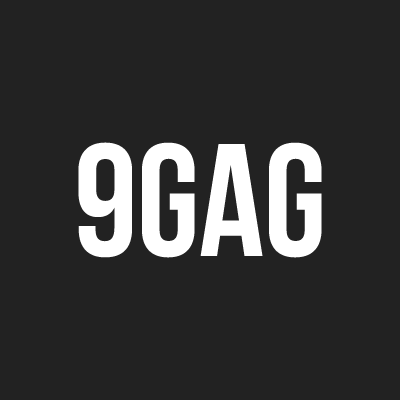
Altes Logo (bis Ende 2012)

Die Seite ist ähnlich einem Blog aufgebaut: Es werden „Gags“ (dt.: Witze, Einfälle) in Form von Bildern oder Videos gezeigt, die dann von anderen Usern über ihren 9GAG-, Google+- oder Facebook-Account kommentiert werden können. Die Website erhielt ihren Namen, weil bis Februar 2012 pro Seite immer jeweils neun untereinander geordnete „Gags“ angezeigt wurden. 9GAG ist in die Kategorien Hot, Trending und Fresh eingeteilt. Eine spezifischere Einteilung der Postings erfolgt in den Rubriken Funny, NSFW, WTF, GIF, Geeky, Meme, Cute Animals, Comic, Cosplay, Food, Girl, Timely, Dark Humor, School, Country, Ask 9Gag, Anime & Manga, Awesome, Movie & TV, Weihnachten (entfernt), Design (entfernt), No Fear No Fun (beta), I Made Dis, Relationship, Family (beta), Mad Lab (beta), Savage (beta), Gangsta Girl (beta), Marvel and DC (beta), J. Cena, Gag of the Day und Damn U Politics.
Sehr beliebt sind Kurzgeschichten über Alltagssituationen, die oft mit Rage Comics dargestellt werden. Hierbei werden für verschiedene emotionale Reaktion auch entsprechende, bearbeitete Bilder von bekannten Persönlichkeiten wie etwa Barack Obama, Neil Patrick Harris (als Barney Stinson aus How I Met Your Mother), Yao Ming, Jackie Chan und Neil deGrasse Tyson verwendet. Auch popkulturelle Anspielungen oder Referenzen sind häufig Inhalt der Beiträge, außerdem Beiträge aus dem Umfeld der Nerd Culture. So sind oft Memes mit Bezug zu Filmen wie Der Herr der Ringe, Star Wars, Harry Potter oder Disney-Filmen zu finden. Auch werden häufig Internetphänomene wie Gangnam Style und Harlem Shake und gelegentlich auch politische Themen parodiert.
Ein Großteil der präsentierten Bilder stammt ursprünglich von anderen Seiten. Ray Chan, Eigentümer und Gründer der Seite, erklärte dazu:

“9GAG does not create memes or rage comics but helps to spread them.”

„9GAG erzeugt keine neuen Memes oder Rage Comics, sondern hilft sie zu verbreiten.“

### Apps
Seit Sommer 2014 gibt es die Chat-App COOKIE (ehemals 9CHAT), welche in Verbindung mit einem 9GAG-Account genutzt werden kann. Neben dieser App sowie den Apps 9GAG und 9GAG TV sind die Spiele 9GAG Redhead Redemption und 9GAG Ramen Celebrity in den Appstores erhältlich.

## Kritik und Rezeption

### Urheberschaft und Quellenangaben
Die Administratoren der Seite kontrollieren die verschiedenen Unterseiten von 9GAG. Als Quelle wird zum großen Teil die Seite Reddit genutzt, früher wurde diese Website sogar offen als Quelle angegeben.

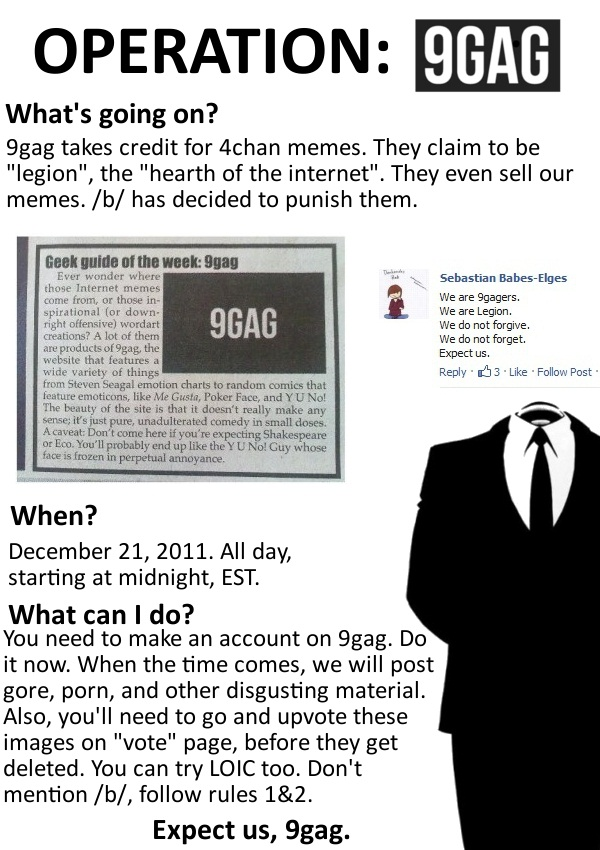
Aufruf von 4chan-Usern

Das Kopieren von Bildern, Videos und Texten von populären Websites wie Reddit und 4chan führte zu einem Konflikt zwischen den Seiten. Der unter dem Namen Operation 9GAG ausgeführte Raid von 4chan-Benutzern bestand größtenteils aus abgesprochenen Uploads von verstörenden Gore-Bildern und Ähnlichem, die auf der Vote-Page angezeigt wurden und teilweise von Raid-Teilnehmern zur Trending-Page hochgestimmt wurden. Aufgrund der im Vergleich zum heutigen Stand niedrigen Filterung war dies noch möglich. Die Folgen waren, dass die Hochladeseite kurzzeitig abgeschaltet und die Möglichkeit, Accounts zu erstellen, gesperrt wurde. Eine für den gleichen Tag geplante DDoS-Attacke führte dazu, dass die Seite für viele Nutzer nicht erreichbar war.
Viele der hochgeladenen Bilder erhielten von 9GAG ein Banner, auf dem der Hinweis VIA 9GAG.COM abgebildet war, weshalb viele Benutzer fälschlicherweise annahmen, das Bild stamme ursprünglich von 9GAG. Seit dem 2. Dezember 2016 wird das Banner nicht mehr hinzugefügt. Dabei werden in den meisten Fällen die ursprünglichen Quellen nicht genannt. Oft werden sogar Wasserzeichen der Künstler entfernt/retuschiert.

### Cyber-Mobbing und Diskriminierung
Anfang 2012 hatten nachweislich einige User von 4chan und 9GAG auf der Facebook-Erinnerungs-Seite von Amanda Cummings, einem Mädchen, das sich zuvor aufgrund von Cyber-Mobbing das Leben genommen hatte, anstößige Bilder veröffentlicht und die Verstorbene teilweise grob beleidigt. Die Bilder, die auf 9GAG selbst veröffentlicht worden waren, wurden umgehend gelöscht.
Der Linguist Albin Wagener untersuchte in seiner 2014 veröffentlichten Arbeit Creating Identity and Building Bridges Between Cultures: The Case of 9gag 446 Posts, die auf der Hot-Page von 9gag zu finden waren. Davon waren 40 eindeutig diskriminierend, was einen Anteil von 8,97 % ausmacht. Der größte Anteil der diskriminierenden Posts war frauenfeindlich (57,5 %), gefolgt von kultureller Diskriminierung (25 %) und Homophobie (12,5 %). Laut Wagener bringt 9gag zwar Menschen im internationalen Kontext zusammen, jedoch durch maskuline und heterosexuelle Symbolik und die Abwertung anderer Gruppen. Diskriminierung und westlicher Monokulturalismus seien die verbindenden „Werte“.
Die Verbreitung von diskriminierenden Inhalten beschränkt sich jedoch nicht auf die Postings allein, sondern erstreckt sich auch auf die Kommentarspalten. Akteure, die sich dort gegen Diskriminierung einsetzen, sind Hate speech ausgesetzt und werden mundtot gemacht. Von 9gag ausgehend werden diskriminierende Inhalte auch durch die Kommentarfunktionen anderer Plattformen wie zum Beispiel Reddit weiterverbreitet. 2019 wurde ein Fall bekannt, bei dem mutmaßlich von 9gag ein sexistischer und transphober Shitstorm zum Nachteil des Frauenreferats der Universität Mainz ausging.
In einer Arbeit von 2015 schreibt Jose Gutierrez III, dass auf der Plattform Vorurteile gegenüber Nationalitäten sowie sexistische und rassistische Witze Verbreitung fänden. Die Plattform werde genutzt, um unter dem Schutz der Comedy die politische Korrektheit außer Kraft zu setzen. Trotzdem spiele die humoristische Komponente der Postings eine wichtige Rolle. Ebenso seien auch Beiträge zu finden, die sich für Pluralismus einsetzten.

### Ankündigungen von Amokläufen
Usern von 9GAG wurde zunächst vorgeworfen, an dem Amoklauf von Aurora mitverantwortlich zu sein. Wochen zuvor habe ein User angedroht, eine Schießerei in einem Kino veranstalten zu wollen, worauf Leser ihn ermutigt und ihm Tipps gegeben haben sollen. Nachdem das Gerücht Einzug in die Huffington Post fand, dementierten die Verantwortlichen von 9GAG dies umgehend.
Für den 19. Februar 2018 wurde ein möglicher Amoklauf an der TU München angedeutet. Das Bild verschwand jedoch nach kurzer Zeit wieder von der Plattform. Der Betrieb der Universität wurde nicht beeinträchtigt.

### Rezeption
Der Autor Clay Shirky beschrieb in seinem Buch Cognitive Surplus 9GAG als „Produkt eines kognitiven Überschusses“. Business Review India nahm 9GAG in seine Liste der Insane Trends for 2012 auf.
Als das Spaßportal im Oktober 2017 ein Emoji-Musikvideo von Yuri & Neil teilte, dieses kurzfristig zu einem viralen Erfolg wurde und die Band aufgrund dessen nur Stunden später in Verhandlungen mit großen Musiklabels (darunter Universal Music, Warner Music, und Sony Music) trat und innerhalb von 24 Stunden nach der Videoveröffentlichung einen Plattenvertrag unterschrieb, ließen sich einzelne Medien zum Superlativ „schnellster Plattenvertrag der Welt“ hinreißen.